# Geetha Nair
Geetha Nair (1959-Thiruvananthapuram, 8 de marzo de 2023), fue una actriz india.

## Ámbito artístico
Conocida por películas como: Udayam en 2004, Gulumaal: The Escape en 2009 y Simhasanam en 2021. Falleció el 8 de marzo de 2023 a los 63 años, en Thiruvananthapuram, India. Fue madre de dos hijos: Vinay Kumar y Vivek.

## Filomografía
- 2004, Udayam
- 2009, Gulumaal: The Escape
- 2021, Simhasanam